# 第一次不是你
《第一次不是你》，香港愛情電影，葉念琛作品。蔣家旻、馬志威均為首度擔任電影主角。

## 劇情簡介
寶（蔣家旻飾）和強（馬志威飾）自幼是鄰居，一起在屋邨長大，兩小無猜，長大後開始交往。可惜寶媽（江美儀飾）不幸患上腎衰竭，急需換腎，需要六萬元，但親友拒絕借錢救命。此時，鄰居芸姐（陳敏之飾）伸出援手，提議寶以援交籌錢。強起初同意，並答應永遠守護寶，但目睹現實後卻無法忍受……

## 人物角色
| 角色名稱 | 演員           | 身份                                                                                              |
| -------- | -------------- | ------------------------------------------------------------------------------------------------- |
| 鄺美寶   | 蔣家旻         | 阿寶 時裝批發商 十年前曾為母親籌醫藥費而成為援交少女 強之初戀女友 敏之姊 兩年前與一名上海商人結婚 |
| 鄺美寶   | 陳沛妍（童年） | 阿寶 時裝批發商 十年前曾為母親籌醫藥費而成為援交少女 強之初戀女友 敏之姊 兩年前與一名上海商人結婚 |
| 黃志強   | 馬志威         | 阿強、強哥 髮型師 寶之初戀男友 琪琪之未婚夫                                                       |
| 黃志強   | 梁梓豪（童年） | 阿強、強哥 髮型師 寶之初戀男友 琪琪之未婚夫                                                       |
| 寶爸     | 盧海鵬         | 鄺伯 寶、敏之父 在寶童年時去世                                                                    |
| 寶媽     | 江美儀         | 鄺太、寶媽 寶、敏之母 患有腎衰竭，後因病過世                                                      |
| 敏       | 黃可盈         | 寶之妹 在母親去世後被其舅父收養，後與其一同移民到外國生活                                         |
| 強媽     | 商天娥         | 黃志強之母                                                                                        |
| 強爸     | 古明華         | 黃志強之父                                                                                        |
| 舅父     | 麥長青         | 寶與敏之舅父 在寶媽去世後收養阿寶和阿敏，多年後帶同阿敏移民到外國生活                             |
| 舅母     | 李蕙敏         | 寶之舅母                                                                                          |
| 細榮     | 鍾一憲         | 黃志強、寶之好朋友                                                                                |
| 細榮     | 羅梓龍（童年） | 黃志強、寶之好朋友                                                                                |
| 玲姐     | 莊思敏         | 老鴇 芸姐之朋友                                                                                   |
| Vincent  | 何浩文         | 寶之客戶 曾經與兩名朋友在一次交易期間虐待阿寶並拍下影片                                           |
| 芸姐     | 陳敏之         | 曾為性工作者 寶之舊鄰居 玲姐之朋友 育有一女                                                       |
|          | 張達倫         | 芸之前男友                                                                                        |
| 黎醫生   | 黎芷珊         | 寶媽之主診醫生                                                                                    |
| 琪琪     | 連詩雅         | 黃志強之未婚妻                                                                                    |
|          | 楊尚斌         | Vincent之朋友                                                                                     |
|          | 喇英           | Vincent之朋友                                                                                     |
|          | 趙美淇         | Vincent之現任女朋友                                                                               |
|          | 湯怡           | 黃志強露營朋友                                                                                    |
|          | 陳思欣         | 黃志強露營朋友                                                                                    |
|          | 林泳芝         | 援交少女                                                                                          |
|          | 吳詠詩         | 援交少女                                                                                          |
| 貝貝     | 吳若希         |                                                                                                   |
| 貝夫     | 林盛斌         |                                                                                                   |
|          | 趙慧珊         | 貝貝之姐妹團                                                                                      |
|          | 吳嘉熙         | 貝貝之姐妹團                                                                                      |
|          | 李靜儀         | 貝貝之姐妹團                                                                                      |
|          | 蔡明芳         | 貝貝之姐妹團                                                                                      |
|          | 陳穎欣         | 貝貝之姐妹團                                                                                      |
|          | 陳嘉寶         | 地勤                                                                                              |
|          | 倪晨曦         | 琪琪之同事                                                                                        |

## 電影歌曲

### 主題曲
- 《每一次都是你》

作詞：林日曦　作曲：鄧智偉　編曲：葉澍暉、Fergus Chow @ BGI　監製：鄧智偉、莊冬昕　主唱：J. Arie

### 插曲
- 《愛情歲月》

作詞：林夕　作曲、編曲、監製：陳光榮　主唱：鄭伊健

## 外部連結
- 《第一次不是你》的Facebook專頁
- 電影《第一次不是你》官方預告片 （页面存档备份，存于）
- 電影《第一次不是你》官方製作特輯之介意篇 （页面存档备份，存于）
- 電影《第一次不是你》官方製作特輯之感動篇 （页面存档备份，存于）
- 電影《第一次不是你》官方製作特輯之電影篇 （页面存档备份，存于）
- 《第一次不是你》主題曲歌詞版音樂錄像 （页面存档备份，存于）
- 《第一次不是你》主題音樂 （页面存档备份，存于）
- 《第一次不是你》主題曲及主題音樂製作篇
- 《第一次不是你 （页面存档备份，存于）》在雅虎香港的電影頁面（繁體中文）
- 《第一次不是你 （页面存档备份，存于）》在雅虎新加坡的電影頁面（英文）
- 豆瓣电影上《第一次不是你》的資料 （简体中文）
- 时光网上《第一次不是你》的資料（简体中文）
- AllMovie上《第一次不是你》的资料（英文）
- 香港影庫上《第一次不是你》的資料（繁體中文）
- 《第一次不是你》：葉念琛的愛情與手法新角度 （页面存档备份，存于）